# Allister Carter
Allister 'Ali' Carter, född 25 juli 1979, är en engelsk professionell snookerspelare från Colchester, England. Han har slutat tvåa i VM två gånger och båda gångerna förlorat mot Ronnie O'Sullivan, 2008 och 2012. Han har också vunnit fyra rankingtävlingar och varit rankad nummer två i världen. Carters smeknamn "The Captain" syftar på hans hobby som flygplanspilot. Carter bor i Chelmsford.

## Karriär
Carter fick sitt genombrott 1999 då han nådde semifinal i Grand Prix samt vann den icke rankinggrundande turneringen Benson & Hedges Championship, men VM-finalen 2008, i vilken han föll mot Ronnie O'Sullivan, var hans första final när det gäller rankingturneringar. Carter blev den sjätte spelaren att göra ett maximumbreak i snooker-VM, ett resultat som uppnåddes i kvartsfinalmatchen mot Peter Ebdon. Detta var också första gången som det gjorts mer än ett maximumbreak i ett och samma VM. 
Carter vann sin första rankingtitel, Welsh Open, våren 2009. Han slog då nordirländaren Joe Swail i finalen med 9-5, efter att ha legat under med 3-5 inför matchens avslutande session. Hösten 2010 vann han sin andra rankingtitel, Shanghai Masters. Som följd av detta gick han upp på andraplatsen på snookerns preliminära världsranking. 
År 2013 vann han German Masters, hans tredje rankingtitel. Året efter, 2014, vann han General Cup, och 2015 vann han Paul Hunter Classic, som då var en mindre rankingturnering. År 2016 vann han World Open, vilket blev hans fjärde rankingtitel.

## Titlar

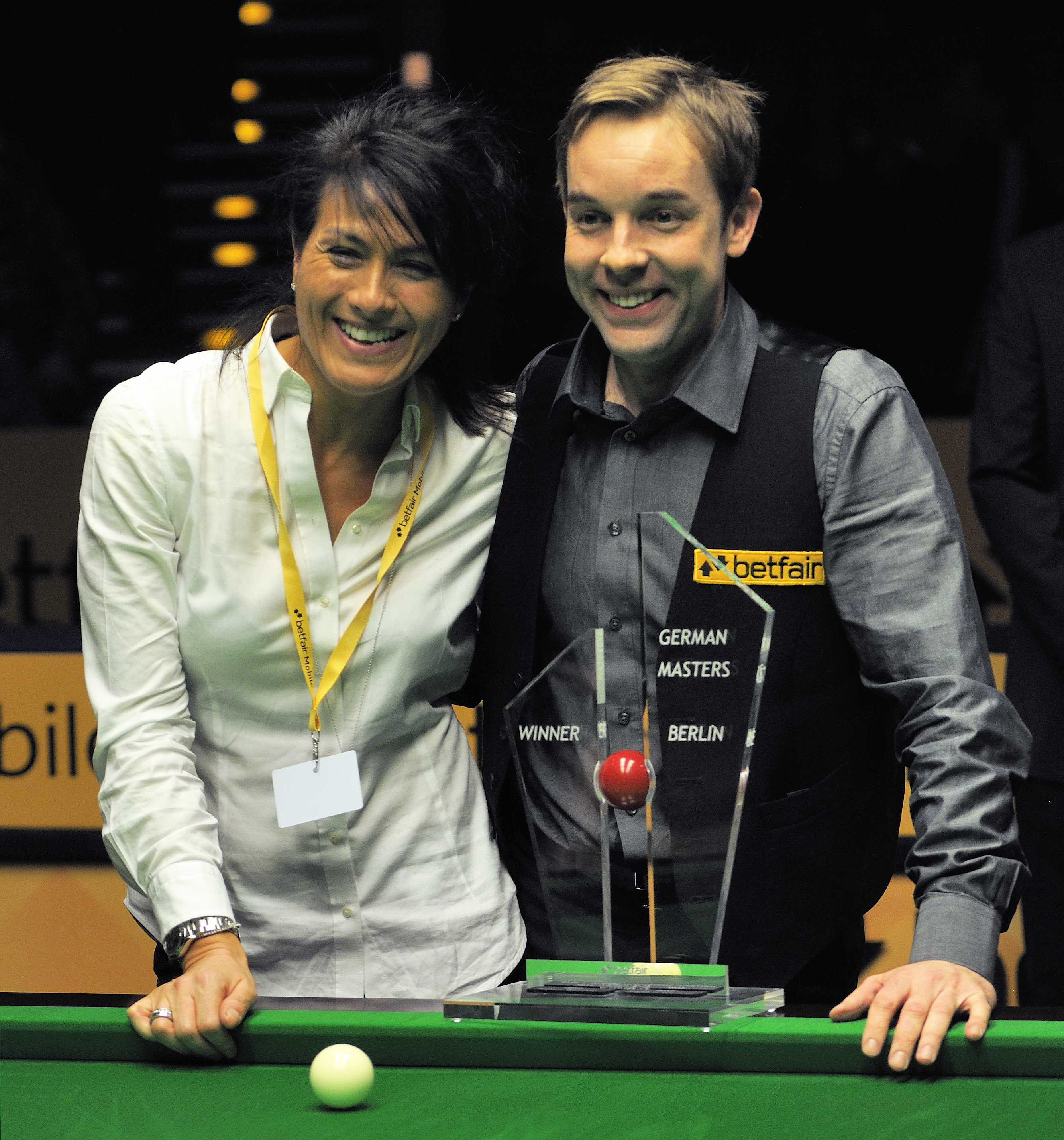
Allister Carter: German Masters 2013

### Rankingtitlar
- Welsh Open - 2009
- Shanghai Masters - 2010
- German Masters - 2013
- World Open - 2016

### Mindre rankingturneringar
- Paul Hunter Classic - 2015

### Övriga titlar
- Benson & Hedges Championship - 1999
- Huangshan Cup - 2008
- General Cup - 2014